# Patuljasta moa
Patuljasta moa (lat. Anomalopteryx didiformis) je fosilna vrsta moe koja je bila jedini član roda Anomalopteryx.
Bila je visoka više od 1,3 metra, a težila je oko 30 kilograma. Naseljavala je Sjeverni otok na Novom Zelandu, ali i manje dijelove Južnog otoka. Stanište su joj bile šume četinjača, listača i bukve.
Član je reda nojevki. Nojevke su ptice neletačice s prsnom kosti bez rtenjače. Imaju karakteristično nepce. Podrijetlo ovih ptica postaje sve jasnije, pa mnogi shvaćaju da su preci ovih ptica mogli letjeti i odletjele su u južne krajeve, gdje su se udomaćile.
Najpotpuniji kostur patuljaste moe djelomično je artikuliran i sa značajnim mumificiranim tkivima. Nađen je 1980. u dolini Echo. Sad se nalazi u muzeju Southland Museum and Art Gallery, Invercargillu, u Novom Zelandu.

## Vanjske poveznice
- Slika patuljaste moe  Arhivirana inačica izvorne stranice od 17. listopada 2012. (Wayback Machine)